# Rebild
Rebild és un municipi danès que va ser creat l'1 de gener del 2007 com a part de la Reforma Municipal Danesa, integrant els antics municipis de Nørager, Skørping i Støvring. El municipi és situat al nord de la península de Jutlàndia, a la Regió de Nordjylland, i abasta una superfície de 625 km².
El principal atractiu del municipi és el Rold Skov (bosc de Rold) i el Parc Nacional de Rebild Bakker creat el 1912 per un grup de danesos que havien emigrat als Estats Units, aquest parc és conegut pel seu estil semblant al dels parcs estatunidencs.
La ciutat més important i capital del municipi és Støvring (6.782 habitants el 2009). Altres poblacions són:
- Skørping (2785 habitants)
- Terndrup (1514 habitants)
- Suldrup (1217 habitants)
- Nørager (1055 habitants)
- Øster Hornum (968 habitants)
- Bælum (827 habitants)
- Haverslev (708 habitants)
- Rebild (612 habitants)
- Blenstrup (537 habitants)
- Rørbæk (414 habitants)
- Ravnkilde (387 habitants)
- Sørup (375 habitants)
- Sønderup (254 habitants)
- Guldbæk (215 habitants)
- Stenild (203 habitants)

## Consell municipal
Resultats de les eleccions del 18 de novembre del 2009:
| Partit                      | vots | % vots |
| --------------------------- | ---- | ------ |
| Socialdemokratiet           | 3998 | 25,7   |
| Det Radikale Venstre        | 1098 | 7,0    |
| Det Konservative Folkeparti | 1089 | 7,0    |
| Socialistisk Folkeparti     | 1701 | 10,9   |
| Oplandslisten               | 913  | 5,9    |
| Fælleslisten-Rebild         | 439  | 2,8    |
| Dansk Folkeparti            | 1124 | 7,2    |
| Venstre                     | 5112 | 32,8   |

### Alcaldes
| Alcalde      | Període               | Partit  |
| ------------ | --------------------- | ------- |
| Anny Winther | 1-1-2007 a 31-12-2009 | Venstre |
|              | 1-1-2010 a 31-12-2013 |         |